# Marieke Theunissen
Pour les articles homonymes, voir Theunissen.
Marieke Theunissen, née en 1974, est une nageuse sud-africaine.

## Carrière
Marieke Theunissen remporte aux Jeux africains de 1995 à Harare la médaille d'or sur les relais 4 x 100 mètres nage libre et 4 x 200 mètres nage libre ainsi que la médaille d'argent sur le 400 mètres nage libre et la médaille de bronze sur 100 mètres nage libre.
Elle est aussi 17e du 5 kilomètres aux Championnats du monde de nage en eau libre 2000 à Honolulu ainsi que 21e du 5 kilomètres et 17e du 10 kilomètres aux Championnats du monde de natation 2001 à Fukuoka.